# Vẹt trán đỏ
Vẹt trán đỏ (danh pháp hai phần: Amazona rhodocorytha) là một loài chim trong họ Psittacidae.

## Hình ảnh

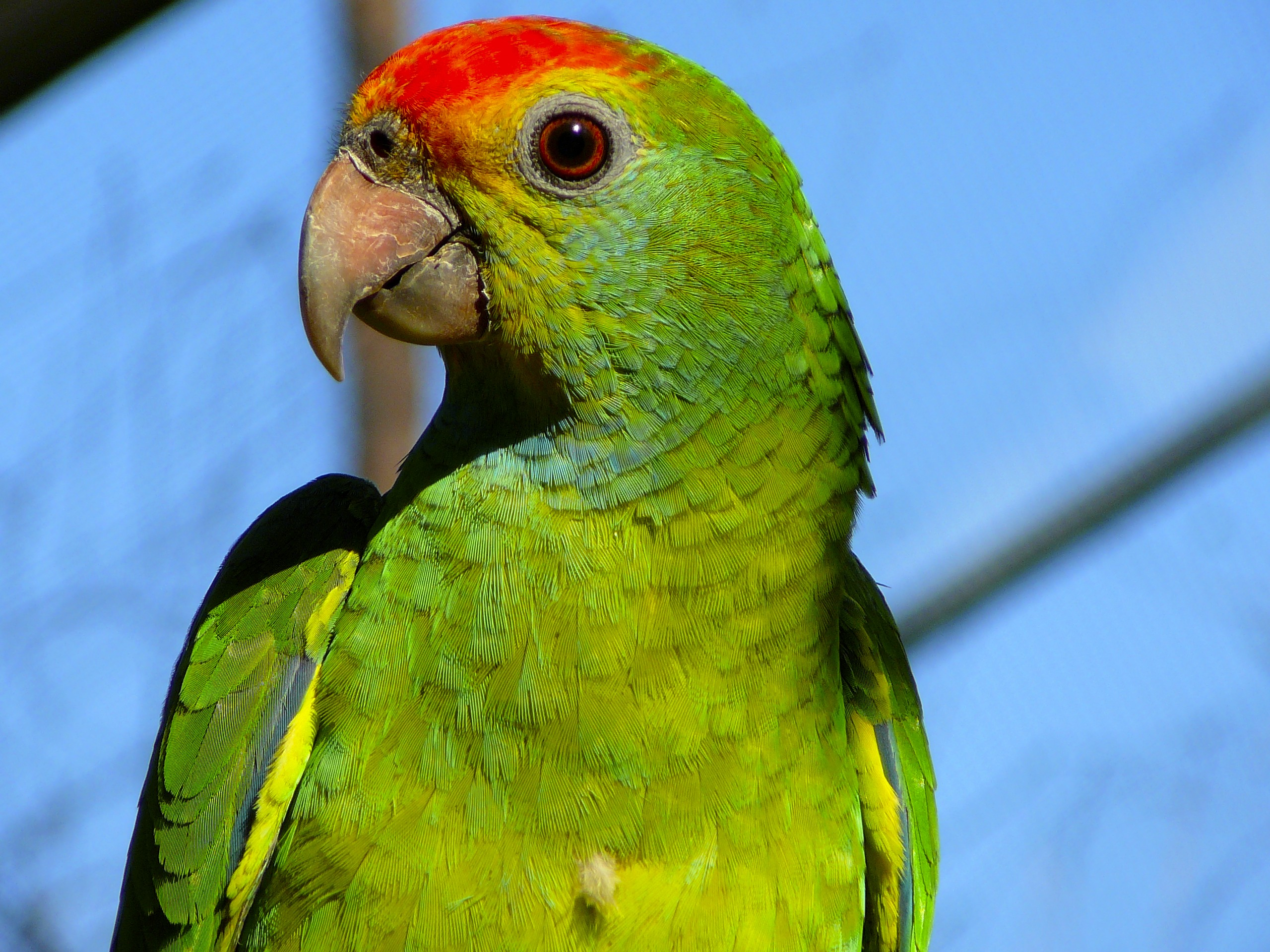
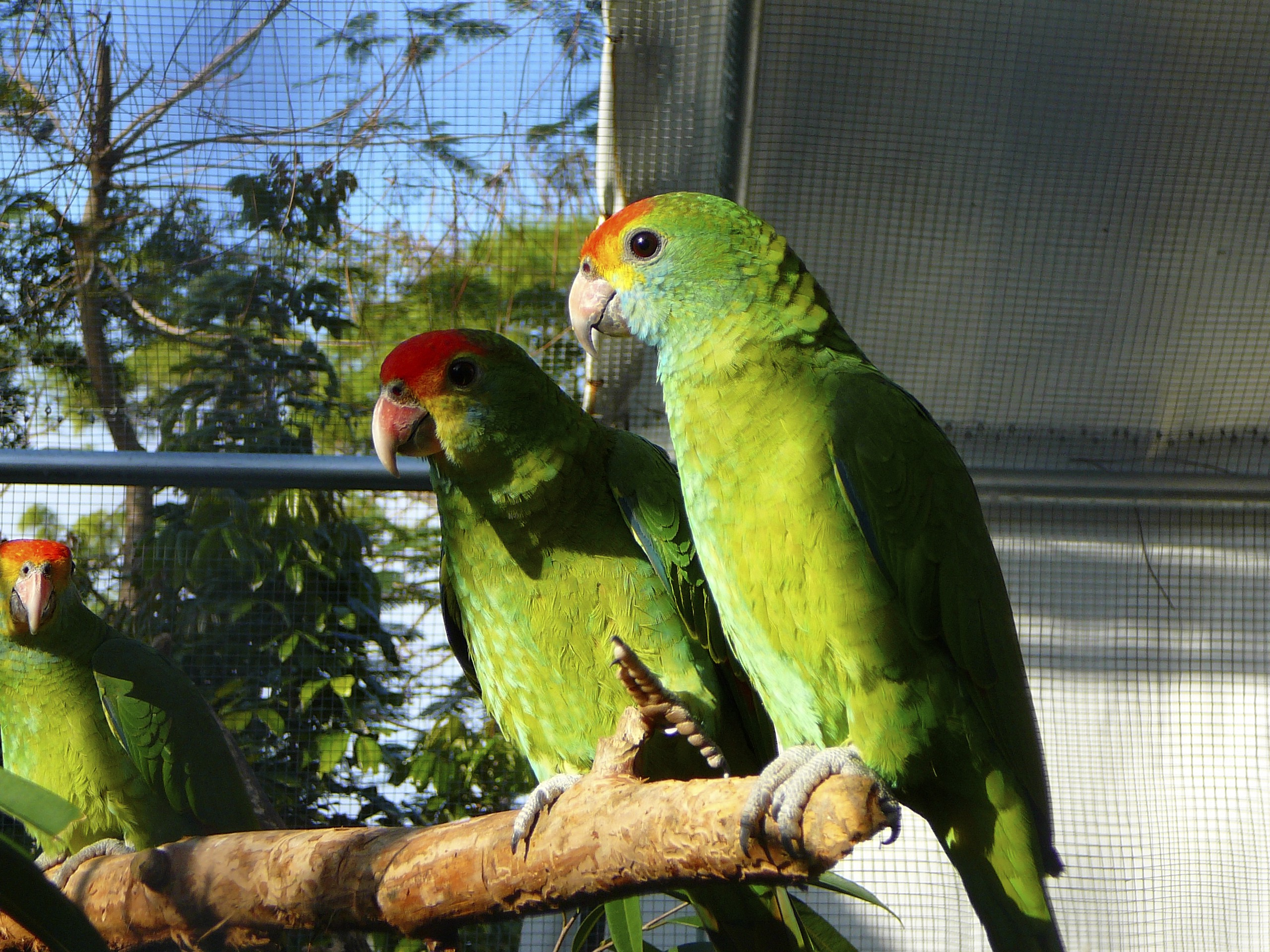